# Дворчанин, Игнат Семёнович
Игна́т Семёнович Дворча́нин (бел. Ігна́т Сямёнавіч Дварча́нін; 27 мая [8 июня] 1895, Погири, Гродненская губерния — 8 декабря 1937, Ленинград) ― белорусский писатель и общественный деятель.

## Биография

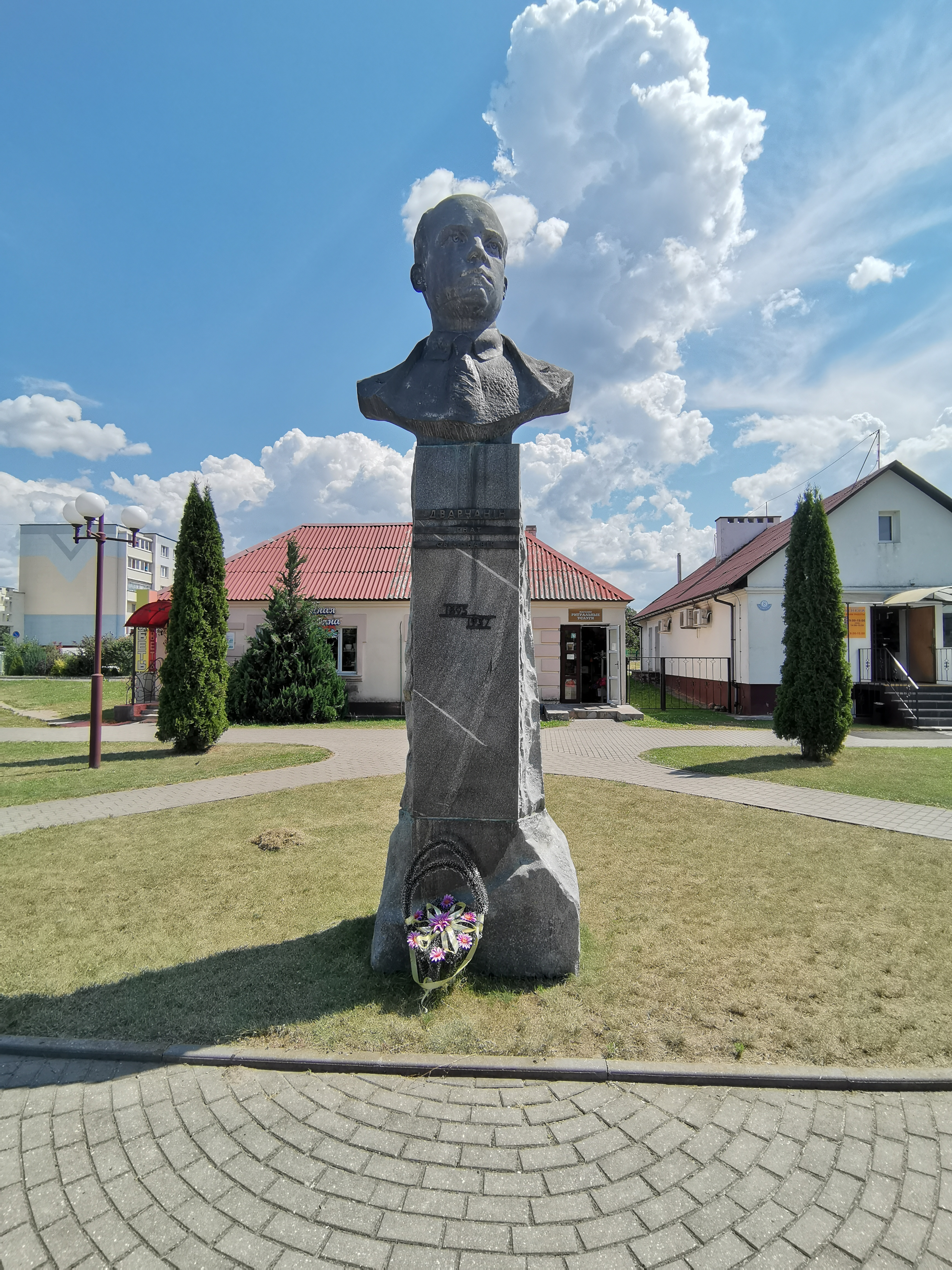
Памятник И. Дворчанину в Дятлово

Родился 27 мая 1895 в деревне Погири (ныне — в Дятловском районе Гродненской области).
В 1912—1915 годах работал учителем в деревне Хмельница Слонимского уезда. В 1915—1917 годах служил в армии. В 1918 году работал секретарем культпросветотдела Белорусского национального комиссариата, сотрудничал с газетой «Дзянніца». В 1920—1921 годах в Вильно и Риге занимался просветительской деятельностью, преподавал белорусский язык и литературу на учительских курсах.
В 1921—1925 годах обучался в Пражском университете. Во время учёбы работал в организациях белорусского студенческого землячества. Также совместно с Владимиром Жилкой издавал журналы «Перавясла», «Прамень» (печатал статьи и стихи). В 1925 году окончил Пражский университет со степенью доктора философии. В 1926 защитил докторскую диссертацию «Франциск Скорина как культурный деятель и гуманист на белорусской ниве».
С 1926 в Вильно преподавал литературу в белорусской гимназии, был секретарём Белорусского издательского общества, сотрудничал с журналом «Родныя гонi» и газетами. В 1927 году составил «Хрестоматию новой белорусской литературы (от 1905 года)» для средних школ.

### Политическая деятельность
В 1928 году был избран депутатом в польский сейм (в феврале 1929 его заменил П. Кринчик). В том же году стал заместителем председателя организации «Змаганне», созданной по инициативе ЦК КПЗБ. «Змаганне» издавала газеты национально-освободительного направления: «Змаганне», «На варце», «Світанне», «Да працы», «Голас працы».
В 1928 году Игнат Дворчанин входил в состав руководства Товарищества белорусской школы. Выступал в защиту политических заключённых. В августе 1930 польские власти арестовали руководителей «Змагання», ликвидировали все 50 местных секретариатов. По приговору суда Игнат Дворчанин и 4 белорусских депутата сейма приговорены к 8 годам тюрьмы каждый.
В результате Советско-польского договора и обмена политическими заключёнными между Польшей и СССР был передан СССР. С 1932 года проживал в Минске. Работал в комиссии АН БССР по изучению Западной Белоруссии в должности исполняющего обязанности директора Института языкознаний АН БССР.
В 1933 арестован органами НКВД БССР по делу «Белорусского национального центра» и в январе 1934 года коллегией ОГПУ приговорён по статье 58-4-6-11 УК РСФСР к расстрелу с заменой на 10 лет исправительно-трудовых лагерей. Отбывал наказание на Соловках.
Особой тройкой УНКВД Ленинградской области в ноябре 1937 года Игнат Семёнович Дворчанин был приговорен к высшей мере наказания. Расстрелян в Ленинграде 8 декабря 1937 года. Реабилитирован в 1956 году.

## Память
- В городе Дятлово Гродненской области И. Дворчанину установлен памятник.
- В родной деревне И. Дворчанина Погири установлена мемориальная доска, его именем названа улица.

## Литературные труды
- Хрэстаматыя новай беларускай літаратуры: (ад 1905 года): для старэйшых класаў беларускіх сярэдніх школ / І. Дварчанін.― Вільня : Беларускае выдавецкае таварыства, 1927. ― 495, [3] с.
- Дварчанін I. Францішак Скарына як культурны дзеяч і гуманіст на беларускай ніве / Пер. з чэш. мовы Т.Кароткай. ― Мн. : Навука і тэхніка, 1991. ― 185,[2]с. ISBN 5-343-00645-0